# Hispano-Árabe
Hispano-Árabe là một giống ngựa có nguồn gốc từ Tây Ban Nha. Ngựa Hispano được sản sinh nhờ việc lai tạo giống ngựa Ả Rập và ngựa Andalucia.

## Lịch sử
Hispano-Árabe được nuôi ở Andalusia từ khoảng năm 1800. Tiêu chuẩn giống hiện tại được xuất bản năm 2002 và được sửa đổi vào năm 2005. Kể từ năm 2008, cuốn sách về giống ngựa này đã được tổ chức bởi hiệp hội các nhà lai tạo, Liên minh Española de Ganaderos de Pura Raza Hispano-Árabe (UEGHá). Vào cuối năm 2010, tổng số 5835 con ngựa đã được đăng ký, trong đó khoảng 60% ngựa ở Andalusia. Loài này được coi là "Raza Autóctona en Peligro de Extinción", tức là giống ngựa có nguy cơ bị tuyệt chủng.
Ngựa Hispano-Árabe cũng có thể được đăng ký với Hiệp hội Ngựa Andalucia của Úc và với Hiệp hội Anh cho Pura Raza Hispano-Árabe.

## Đặc điểm
Ngựa giống này thường có màu xám hoặc tối.:472 Con đực có chiều cao trung bình 158 cm (15,2 hand) tính từ bả vai và trọng lượng 450 kg (990 lb); con cái có các số đo: chiều cao trung bình 155 cm và cân nặng là 400 kg.

## Sử dụng
Các Hispano-Árabe là một giống ngựa cưỡi, thích hợp cho các môn thể thao cưỡi ngựa như acoso y derribo, cưỡi ngựa vượt chướng ngại, huấn luyện ngựa, xuyên quốc gia, cưỡi ngựa việt dã, cưỡi ngựa đường trường và TREC; cũng như là một giống ngựa làm việc cho doma vaquera và chăn gia súc, sử dụng như công dụng truyền thống của giống ngựa này và cho các môn thể thao leo núi và nhóm.